# Ipke Starke
Ipke Starke (* 1965 in Leipzig) ist ein deutscher Komponist und Hochschullehrer.

## Leben
Ipke Starke ist der Sohn des Sexualwissenschaftlers Kurt Starke und der Soziologin Uta Starke. Er wuchs in Leipzig auf und studierte von 1986 bis 1991 an der Hochschule für Musik Leipzig Komposition bei Siegfried Thiele und Friedrich Schenker sowie Klavier bei Karl-Heinz Pick. Postgraduale Studien in Paris ab 1991 schlossen sich an, zunächst im Doktorandenseminar des IRCAM, dann bei Alain Bancquart und Emmanuel Nunes am Pariser Konservatorium in den Fächern Komposition und Elektroakustische Musik. Ab 1996 war er Assistent für computergestützte Komposition am IRCAM, wo er eng mit dem französischen Komponisten Eric Daubresse zusammenarbeitete, u. a. an Lichtung II für Ensemble und Live-Elektronik (1995/96) von Nunes und Winterlieder III von Chaya Czernowin.
2000 folgte er einem Ruf an die Hochschule für Musik und Theater Leipzig, wo er eine Professur für Tonsatz, die Methodik des musiktheoretischen Unterrichts und Elektroakustische Musik innehat. Von 2003 bis 2018 leitete er die Fachrichtung Komposition/Tonsatz und von 2021 bis 2024 war er Prodekan der Fakultät III. Gemeinsam mit dem Musikwissenschaftler Christoph Hust leitet er seit 2022 das von der DFG geförderte wissenschaftlich-künstlerische Projekt Kulturen der Heimcomputermusik: Technik, Netzwerke und Produkte in den 1980er Jahren zwischen Kaltem Krieg und Globalisierung.
Von 2016 bis 2024 war Starke Vorsitzender der Deutschen Gesellschaft für Elektroakustische Musik DEGEM.
Starke ist Vater eines Sohnes (* 2001).

## Kompositorisches Werk
Charakteristisch für Starkes kompositorisches Schaffen sind Stücke mit ungewöhnlichen Besetzungen, beispielsweise L'état für 6 Violoncelli und 6 Kontrabässe, Couplet - Als Motiv nannte der Täter seine schlechte finanzielle Situation für Sopran, Oboe und Violine oder Batterie für Schlagzeugsextett. Bezüge zur Musik Hanns Eislers sind nicht selten, so in Marsch & Idylle für Violine solo oder den Tonband-Kompositionen Flurstück, Die unsichtbare Front, saturation / Sättigung sowie schon in frühen Liedern nach Texten von Elke Erb, Volker  Braun und Anna Achmatova. Er komponierte eine Studie und Ergangenes & Gegenfahrt für großes Orchester.
Stücke mit Live-Elektronik machen einen großen Teil von Starkes Werk aus, darunter I always work alone - für Arnold Schwarzenegger für Violoncello und Live-Elektronik. Seit 1989 arbeitet er immer wieder medienübergreifend mit Bildenden Künstlern zusammen, es entstanden klangliche Arbeiten mit Video und Installationen, darunter Fragment, eine Kooperation mit Ute Richter (Schaubühne Lindenfels, 2014). In dem "Lied der Arbeit/Song of Labour (Morse Code)", einem Fragment von Fragment, werden die Turneraufmärsche in Wien 1923 und 1929 visuell und klanglich reflektiert.
Seit 2003 übernimmt Starke regelmäßig die Klangregie für Konzerte der von Steffen Schleiermacher gegründeten Avantgarde-Konzertreihe musica nova des Leipziger Gewandhauses und für den Mitteldeutschen Rundfunk (MDR). In diesem Kontext wurden u. a. Pierre Boulez’ Anthèmes und Philippe Manourys Le temps,  mode d'emploi realisiert. Wichtig ist Starke die enge Zusammenarbeit mit den Musikern während des Entstehungsprozesses seiner Kompositionen. Mit dem Sänger Matthias Goerne, Les Percussions de Strasbourg, der Akkordeonistin Eva Zöllner und der Flötistin Irmela Boßler ergaben sich intensive Kooperationen, insbesondere bei Musik mit Live-Elektronik, wobei Starke entgegen einem virtuosen Gestus mit seiner Klangregie zu klanglichen Neuorientierungen im Raum gelangt. 2017 gründete er an der HMT Leipzig Speakers Corner, eine Konzertreihe für Elektroakustische Musik.

## Werke (Auswahl)
- Marsch & Idylle für Violine solo (1992)
- Batterie für Schlagzeugsextett (1994)
- Flurstück, fixed media (akusmatisch) (1995)
- L’état für 6 Violoncelli und 6 Kontrabässe (1995)
- COUPLET – Als Motiv nannte der Täter seine schlechte finanzielle Situation für Sopran, Oboe, Violine (1995)
- L‘état, Version für Tonband (1995)
- Die unsichtbare Front, Klanginstallation Technische Sammlungen Dresden (1997)
- cliquez-ici / hier klicken, Installation mit Ute Richter (1998)[22][23]
- Restrisiko I, Tonband, Videoprojektion (1999/2010)[24]
- Restrisiko II, Tonband (1999/2010)
- I always work alone – für Arnold Schwarzenegger, Violoncello und Live-Elektronik (2003)[25]
- Interviews, Flöte und Live-Elektronik (2008)[26]
- Fragment – Das Kapital ist so viel wert, wie es Elend produzieren kann für Akkordeon, Spielmannszug, marching-band, Performance, Musiktheater, Live-Elektronik, Zuspiel. Konzertante Version für Akkordeon und Live-Elektronik, optional mit Videozuspiel (2014)[27]
- La précarité est aujourd'hui partout für Flöte und Klavier (2016)
- Caché, fixed media (2017)[28]
- status deleted, 8-Kanal fixed media (2018, in progress)[29]

## Publikationen
- Die unsichtbare Front. In: The Thing Between, Ausstellungskatalog, (Internationales Kunstprojekt in den Technischen Sammlungen Dresden) 1997, S. 120–125.
- mit Renate Richter: Kunst als Kommunikationsform. Der Leipziger Komponist und Lehrer Ipke Starke. Interview mit Ipke Starke und Musik von Ipke Starke, Tonaufnahme, Reihe Atelier neue Musik 2006, OCLC-Nummer 315304657
- Mitwirkung: Dreiklang, Sekundarstufe II – Östliche Bundesländer und Berlin/11.–13. Schuljahr, Schülerbuch und Hörbeispiele. Schülerbuch. Volk und Wissen, Berlin 2016, ISBN 978-3-06-081582-1, DNB 1078027382
- Mitwirkung: Dreiklang, SEK II - Musikbuch für den Unterricht in der Oberstufe. Hörbeispiele. Cornelsen, Berlin 2017, ISBN 978-3-06-081584-5, DNB 1081091398

## Diskografie
- Elektronische und mechanische Musik von Conlon Nancarrow und György Ligeti, Reihe Musica Nova, 2 CD, OCLC-Nummer 698787029, Rundfunkmitschnitt: Deutschlandradio Kultur, 5. Mai 2008